# The Boss of the Lazy Y
The Boss of the Lazy Y er en amerikansk stumfilm fra 1917 af Clifford Smith.

## Medvirkende
- Roy Stewart som Calumet Marston.
- Josie Sedgwick som Betty Clayton.
- Frank MacQuarrie som Tom Taggart.
- Graham Pettie som Jim Marston.
- Walt Whitman som Malcolm Clayton.